# 3저 호황
저달러·저유가·저금리의 이른바 <3저현상>에 의해 전두환 정부 말기인 1986년부터 노태우 정부 초기때인 1989년까지 대한민국의 경제가 유례없는 호황을 누렸던 것을 일컫는 말.

## 배경
이란 혁명 여파로 제2차 오일쇼크가 발생하였다. 곧이어 이란-이라크 전쟁이 발발하면서 불과 몇 달 만에 유가는 배럴당 40달러선까지 치솟았다. 그러자 영국의 북해유전, 미국 알래스카 프루도 만 유전, 말레이시아, 소련, 멕시코등 비OPEC국가들의 원유 생산량들이 급격히 늘어났다. OPEC는 이에 대응해 1983년 감산에 합의하고 가격도 배럴당 34달러에서 29달러로 완만하게 인하하는데 성공했다. 그러나 OPEC회원국간 합의가 도출되지 않아서 결국 1980년대 석유 공급과잉으로 이어졌다. 1985년 ~ 86년 사이 국제원유가가 배럴당 28달러에서 14달러로 폭락했고 급기야 배럴당 7달러까지 폭락했다.
국제유가가 폭락하는 사이에 미국의 연방준비제도는 2차 오일 쇼크 당시 인플레이션을 잡고 급작스럽게 불어난 달러를 미국 은행으로 회수하기 위해 폴 볼커 총재의 주도하에 금리를 무려 21%까지 인상했다가, 유가 안정되자 경기부양차원으로 기준금리를 10%대로 인하했다.
2차 세계대전 이후 황폐화된 상태에서 한국전쟁과 미국의 지원 등으로 피눈물을 쏟고 뼈를 깎는 노력을 하는 과정에서 산업화와 고도성장에 성공한 일본은 도요타 자동차등 일본 자동차기업들이 고효율 자동차를 잇따라 출시해서 미국 자동차시장에 진출했고 엔화 저평가에 의한 가격경쟁력으로 세계시장을 장악하고 있었다. 막대한 무역적자에 시달리고 일본 기업들의 독주를 경계하던 미국은 독일의 마르크화와 일본의 엔화의 가치를 대폭 높이고(1달러 250엔 → 150엔) 달러화의 가치를 상대적으로 낮추는 (저달러) 내용의 플라자 합의를 체결했다.

## 영향

### 긍정적 영향
플라자 합의로 인한 엔고(円高)현상으로 일본제품의 가격경쟁력이 하락하자, 경쟁상품인 한국제품이 반사이득을 거두었다. 때마침 국제유가 하락과 조달금리 하락으로 한국경제에 호재로 작용되었다.
경제성장률은 1986-1988년까지 연평균 12.1%를 기록했고 실업률도 4.0%에서 2.5%으로 떨어졌다. 1986년에 사상 처음으로 경상수지 46억달러 흑자로 전환했고 1987년 98억달러, 1988년 142억달러, 1989년 51억달러가량 흑자를 기록했다.
4년 연속 경상수지 흑자 영향으로 1985년에는 총외채가 467억 6200만 달러(GNP대비 51.3%)에서 1989년 293억 7100만 달러로 줄어들면서 "외채망국론"을 사라지게 만들었다.
경제규모가 커지면서 1986년 서울 아시안 게임, 1988년 서울올림픽을 성공적으로 치르렀고 임금 상승이 이루어지면서 구매력을 갖춘 중산층이 두텁게 형성된다. 주식시장도 활황을 보여 종합주가지수가 85년의 130포인트에서 89년 3월의 1000포인트로 7배 넘게 상승하고 주식투자인구도 20배 넘게 늘어나는 대기록을 세웠다.

### 부정적 영향
단군 이래 최대라는 호황기는 미국의 검은 월요일과 일본의 버블 붕괴로 상징되는 세계 경제의 퇴조, 국내적으로는 원화 절상로 인한 수출경쟁력 악화와 미국의 통상압력, 과잉투자로 인한 국제수지 악화로 1989년에 무너졌다. 외채도 다시 늘어나고 외환보유고는 감소하기 시작했다.
또한 3저 호황기에 벌어들인 막대한 이윤을 생산적 투자(연구개발등)가 아닌 주식 및 부동산 투기로 집중되는 바람에 단순조립형 저부가가치 산업구조를 고부가가치 첨단산업으로 전환할 좋은 기회를 놓쳐 훗날 IMF 외환위기로 이어지는 결과를 낳았다.